# Hallingby
Hallingby est une localité de la commune de Ringerike dans le comté de Buskerud. La localité compte, au 1er janvier 2012, 854 habitants

## Histoire
Hallingby était le centre administratif de l'ancienne commune d'Ådal avant d'être fusionnée dans la commune de Ringerike le 1er janvier 1964. Hallingby avait l'une des cinq gares de l'ancienne ligne ferroviaire Sperillbanen.
La localité a une école, une poste et une banque.